# Stora Rävaskär
Stora Rävaskär är en ö i Finland. Den ligger i Finska viken och i kommunen Lovisa i den ekonomiska regionen  Lovisa i landskapet Nyland, i den södra delen av landet. Ön ligger omkring 76 kilometer öster om Helsingfors.
Öns area är 7,8 hektar och dess största längd är 490 meter i öst-västlig riktning. Ön höjer sig omkring 15 meter över havsytan.